# المعهد النموذجي بالقيروان
المعهد النموذجي بالقيروان هو أحد المعاهد الثانوية التونسية النموذجية. يقع في مدينة القيروان. ويعتمد على النظام التعليمي التونسي ولكن يقع الدخول له عبر امتحان شهادة ختم التعليم الأساسي العام. وتتوج آخر سنة دراسية بامتحان الباكالوريا التونسية.

## وصلات خارجية
- موقع وزارة التعليم التونسية